# Zemial
Zemial je řecká black metalová kapela, která byla založena roku 1989 ve městě Athény multiinstrumentalistou Archonem Vorskaathem.
V roce 1992 vyšlo debutové minialbum pojmenované Sleeping Under Tartarus.

## Diskografie
Dema
- Necrolatry (1997)

Studiová alba
- In Monumentum (2006)
- Nykta (2013)

EP
- Sleeping Under Tartarus (1992)
- For the Glory of UR (1996)
- Face of the Conqueror (2003)
- I Am the Dark (2009)
- Dusk (2011)
- The Repairer of Reputations (2016)
- To Slay with Silent Dagger (2022)

Kompilační alba
- Face of the Conqueror / Necrolatry (2006)

Split nahrávky
- Δαίμων (2003) – split 7" gramodeska společně s řeckou kapelou Kawir, název znamená démon